# Coppa del Mondo di biathlon 2020
La Coppa del Mondo di biathlon 2020 è stata la quarantatreesima edizione della manifestazione organizzata dall'Unione Internazionale Biathlon; è iniziata il 30 novembre 2019 a Östersund, in Svezia, e sarebbe dovuta terminare il 22 marzo 2020 a Oslo Holmenkollen, in Norvegia, ma a causa della pandemia di COVID-19 si è conclusa il 14 marzo a Kontiolahti, in Finlandia.
Nel corso della stagione si sono tenuti ad Antholz-Anterselva i Campionati mondiali di biathlon 2020, validi anche ai fini della Coppa del Mondo. Sia in campo maschile che in campo femminile erano in programma 23 gare individuali e 6 prove a squadre, oltre a 8 staffette miste disputate in quattro località diverse.
In campo maschile la Coppa del Mondo generale è stata vinta dal norvegese Johannes Thingnes Bø, in campo femminile dall'italiana Dorothea Wierer; entrambi gli atleti hanno così riconfermato i rispettivi successi dell'anno precedente.

## Calendario
| Località                | Data                        | Individuale | Sprint     | Inseguimento | Partenza in linea | Staffetta  | Staffetta mista | Staffetta singola mista |
| ----------------------- | --------------------------- | ----------- | ---------- | ------------ | ----------------- | ---------- | --------------- | ----------------------- |
| Östersund               | 29 novembre–8 dicembre 2019 | ●           | ●          |              |                   | ●          | ●               | ●                       |
| Hochfilzen              | 12-15 dicembre 2019         |             | ●          | ●            |                   | ●          |                 |                         |
| Annecy Le Grand-Bornand | 16–22 dicembre 2019         |             | ●          | ●            | ●                 |            |                 |                         |
| Oberhof                 | 6–12 gennaio 2020           |             | ●          |              | ●                 | ●          |                 |                         |
| Ruhpolding              | 13–19 gennaio 2020          |             | ●          | ●            |                   | ●          |                 |                         |
| Pokljuka                | 20-26 gennaio 2020          | ●           |            |              | ●                 |            | ●               | ●                       |
| Antholz-Anterselva      | 12–23 febbraio 2020         | Mondiali    | Mondiali   | Mondiali     | Mondiali          | Mondiali   | Mondiali        | Mondiali                |
| Nové Město na Moravě    | 2-8 marzo 2020              |             | ●          |              | ●                 | ●          |                 |                         |
| Kontiolahti             | 9-15 marzo 2020             |             | ●          | ●            |                   |            | annullata       | annullata               |
| Oslo Holmenkollen       | 16–22 marzo 2020            | cancellate  | cancellate | cancellate   | cancellate        | cancellate | cancellate      | cancellate              |
| Totale                  | Totale                      | 3           | 8          | 5            | 5                 | 6          | 4               | 4                       |

## Uomini

### Risultati
| Data                                 | Località                | Nazione   | Spec. | Primo                                                                                     | Secondo                                                                          | Terzo                                                                            |
| ------------------------------------ | ----------------------- | --------- | ----- | ----------------------------------------------------------------------------------------- | -------------------------------------------------------------------------------- | -------------------------------------------------------------------------------- |
| 1 dicembre 2019                      | Östersund               | Svezia    | SP    | Johannes Thingnes Bø                                                                      | Tarjei Bø                                                                        | Matvej Eliseev                                                                   |
| 4 dicembre 2019                      | Östersund               | Svezia    | IN    | Martin Fourcade                                                                           | Simon Desthieux                                                                  | Quentin Fillon Maillet                                                           |
| 7 dicembre 2019                      | Östersund               | Svezia    | RL    | Norvegia Johannes Dale Erlend Bjøntegaard Tarjei Bø Johannes Thingnes Bø                  | Francia Émilien Jacquelin Quentin Fillon Maillet Simon Desthieux Martin Fourcade | Italia Lukas Hofer Thomas Bormolini Daniele Cappellari Dominik Windisch          |
| 13 dicembre 2019                     | Hochfilzen              | Austria   | SP    | Johannes Thingnes Bø                                                                      | Simon Desthieux                                                                  | Aleksandr Loginov                                                                |
| 14 dicembre 2019                     | Hochfilzen              | Austria   | PU    | Johannes Thingnes Bø                                                                      | Aleksandr Loginov                                                                | Émilien Jacquelin                                                                |
| 15 dicembre 2019                     | Hochfilzen              | Austria   | RL    | Norvegia Johannes Dale Erlend Bjøntegaard Tarjei Bø Johannes Thingnes Bø                  | Germania Philipp Horn Johannes Kühn Arnd Peiffer Benedikt Doll                   | Francia Antonin Guigonnat Émilien Jacquelin Fabien Claude Quentin Fillon Maillet |
| 19 dicembre 2019                     | Annecy Le Grand-Bornand | Francia   | SP    | Benedikt Doll                                                                             | Tarjei Bø                                                                        | Quentin Fillon Maillet                                                           |
| 21 dicembre 2019                     | Annecy Le Grand-Bornand | Francia   | PU    | Johannes Thingnes Bø                                                                      | Quentin Fillon Maillet                                                           | Vetle Sjåstad Christiansen                                                       |
| 22 dicembre 2019                     | Annecy Le Grand-Bornand | Francia   | MS    | Johannes Thingnes Bø                                                                      | Émilien Jacquelin                                                                | Tarjei Bø                                                                        |
| 10 gennaio 2020                      | Oberhof                 | Germania  | SP    | Martin Fourcade                                                                           | Émilien Jacquelin                                                                | Johannes Kühn                                                                    |
| 11 gennaio 2020                      | Oberhof                 | Germania  | RL    | Norvegia Lars Helge Birkeland Erlend Bjøntegaard Johannes Dale Vetle Sjåstad Christiansen | Francia Émilien Jacquelin Martin Fourcade Simon Desthieux Quentin Fillon Maillet | Germania Philipp Horn Johannes Kühn Arnd Peiffer Benedikt Doll                   |
| 12 gennaio 2020                      | Oberhof                 | Germania  | MS    | Martin Fourcade                                                                           | Arnd Peiffer                                                                     | Simon Desthieux                                                                  |
| 16 gennaio 2020                      | Ruhpolding              | Germania  | SP    | Martin Fourcade                                                                           | Quentin Fillon Maillet                                                           | Benedikt Doll                                                                    |
| 18 gennaio 2020                      | Ruhpolding              | Germania  | RL    | Francia Émilien Jacquelin Martin Fourcade Simon Desthieux Quentin Fillon Maillet          | Norvegia Johannes Dale Erlend Bjøntegaard Tarjei Bø Vetle Sjåstad Christiansen   | Austria Dominik Landertinger Simon Eder Felix Leitner Julian Eberhard            |
| 19 gennaio 2020                      | Ruhpolding              | Germania  | PU    | Martin Fourcade                                                                           | Quentin Fillon Maillet                                                           | Vetle Sjåstad Christiansen                                                       |
| 23 gennaio 2020                      | Pokljuka                | Slovenia  | IN    | Johannes Thingnes Bø                                                                      | Martin Fourcade                                                                  | Fabien Claude                                                                    |
| 26 gennaio 2020                      | Pokljuka                | Slovenia  | MS    | Quentin Fillon Maillet                                                                    | Benedikt Doll                                                                    | Johannes Thingnes Bø                                                             |
| Campionati mondiali di biathlon 2020 |                         |           |       |                                                                                           |                                                                                  |                                                                                  |
| 15 febbraio 2020                     | Anterselva              | Italia    | SP    | Aleksandr Loginov                                                                         | Quentin Fillon Maillet                                                           | Martin Fourcade                                                                  |
| 16 febbraio 2020                     | Anterselva              | Italia    | PU    | Émilien Jacquelin                                                                         | Johannes Thingnes Bø                                                             | Aleksandr Loginov                                                                |
| 19 febbraio 2020                     | Anterselva              | Italia    | IN    | Martin Fourcade                                                                           | Johannes Thingnes Bø                                                             | Dominik Landertinger                                                             |
| 22 febbraio 2020                     | Anterselva              | Italia    | RL    | Francia Émilien Jacquelin Martin Fourcade Simon Desthieux Quentin Fillon Maillet          | Norvegia Vetle Sjåstad Christiansen Johannes Dale Tarjei Bø Johannes Thingnes Bø | Germania Erik Lesser Philipp Horn Arnd Peiffer Benedikt Doll                     |
| 23 febbraio 2020                     | Anterselva              | Italia    | MS    | Johannes Thingnes Bø                                                                      | Quentin Fillon Maillet                                                           | Émilien Jacquelin                                                                |
| 6 marzo 2020                         | Nové Město na Moravě    | Rep. Ceca | SP    | Johannes Thingnes Bø                                                                      | Quentin Fillon Maillet                                                           | Tarjei Bø                                                                        |
| 7 marzo 2020                         | Nové Město na Moravě    | Rep. Ceca | RL    | Norvegia Vetle Sjåstad Christiansen Johannes Dale Tarjei Bø Johannes Thingnes Bø          | Ucraina Artem Pryma Serhij Semenov Ruslan Tkalenko Dmytro Pidručnyj              | Svezia Sebastian Samuelsson Jesper Nelin Peppe Femling Martin Ponsiluoma         |
| 8 marzo 2020                         | Nové Město na Moravě    | Rep. Ceca | MS    | Johannes Thingnes Bø                                                                      | Émilien Jacquelin                                                                | Arnd Peiffer                                                                     |
| 12 marzo 2020                        | Kontiolahti             | Finlandia | SP    | Johannes Thingnes Bø                                                                      | Martin Fourcade                                                                  | Émilien Jacquelin                                                                |
| 14 marzo 2020                        | Kontiolahti             | Finlandia | PU    | Martin Fourcade                                                                           | Quentin Fillon Maillet                                                           | Émilien Jacquelin                                                                |
| 20 marzo 2020                        | Oslo Holmenkollen       | Norvegia  | SP    | annullata                                                                                 | annullata                                                                        | annullata                                                                        |
| 21 marzo 2020                        | Oslo Holmenkollen       | Norvegia  | PU    | annullata                                                                                 | annullata                                                                        | annullata                                                                        |
| 22 marzo 2020                        | Oslo Holmenkollen       | Norvegia  | MS    | annullata                                                                                 | annullata                                                                        | annullata                                                                        |

Legenda:

IN = individuale (20 km)

SP = sprint (10 km)

PU = inseguimento (12,5 km)

MS = partenza in linea (15 km)

RL = staffetta (4x7,5 km)

### Classifiche

#### Generale

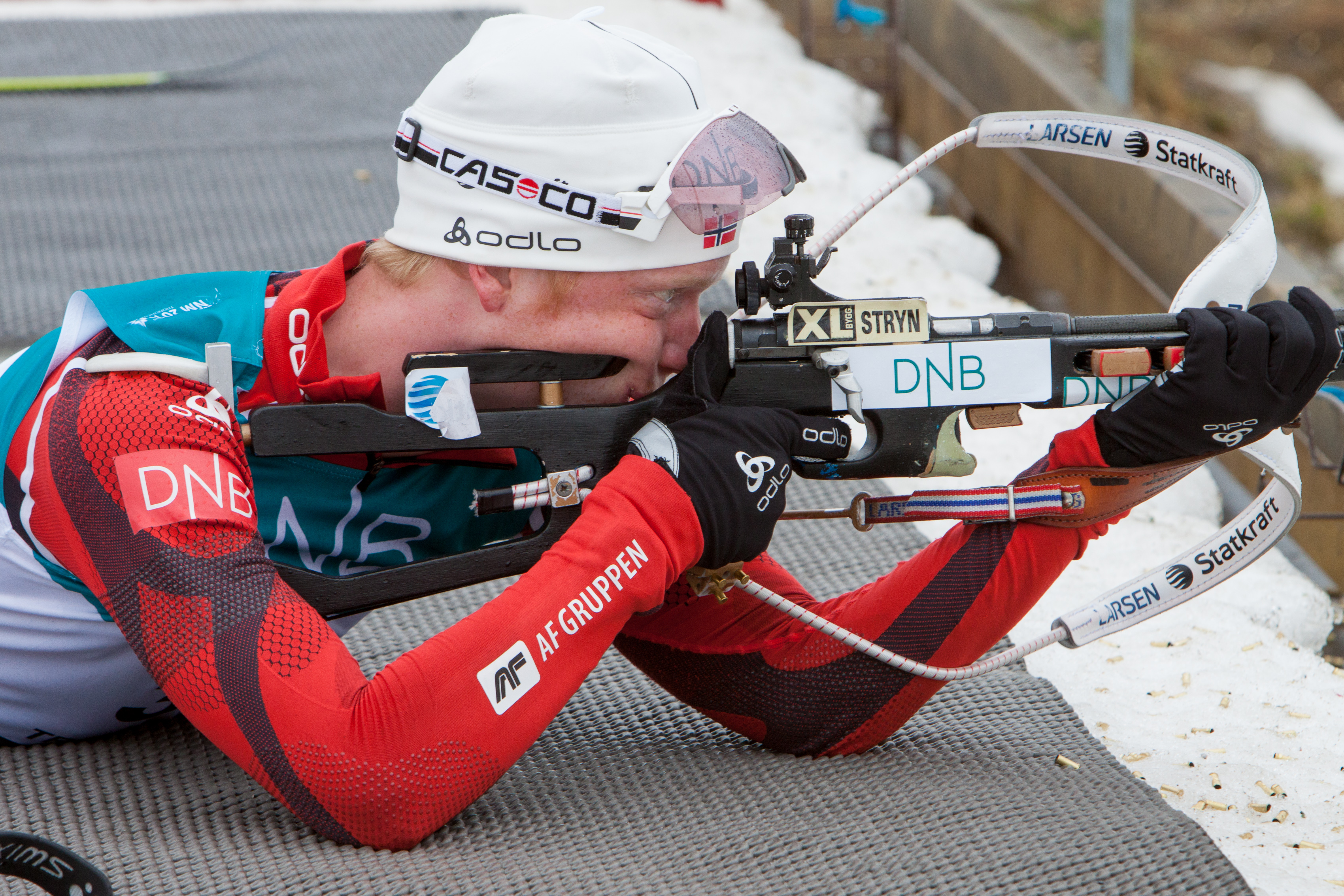
Johannes Thingnes Bø a Trondheim nel 2012

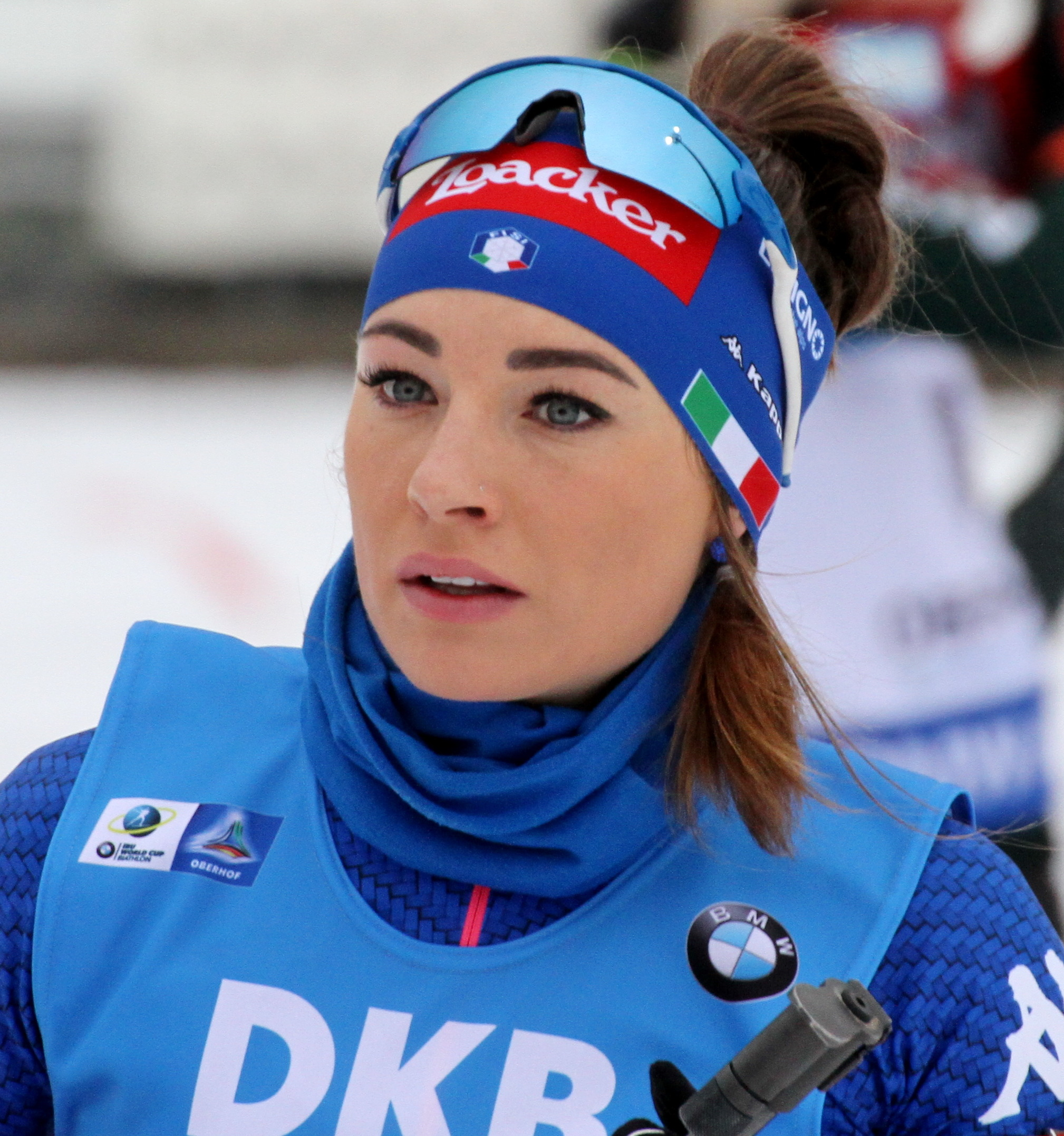
Dorothea Wierer a Oberhof nel 2018

| Pos. | Nome                       | Nazione  | Punti |
| ---- | -------------------------- | -------- | ----- |
| 1    | Johannes Thingnes Bø       | Norvegia | 913   |
| 2    | Martin Fourcade            | Francia  | 911   |
| 3    | Quentin Fillon Maillet     | Francia  | 843   |
| 4    | Tarjei Bø                  | Norvegia | 740   |
| 5    | Émilien Jacquelin          | Francia  | 726   |
| 6    | Simon Desthieux            | Francia  | 672   |
| 7    | Aleksandr Loginov          | Russia   | 629   |
| 8    | Benedikt Doll              | Germania | 613   |
| 9    | Johannes Dale              | Norvegia | 576   |
| 10   | Vetle Sjåstad Christiansen | Norvegia | 566   |

#### Sprint
| Pos. | Nome                   | Nazione  | Punti |
| ---- | ---------------------- | -------- | ----- |
| 1    | Martin Fourcade        | Francia  | 360   |
| 2    | Quentin Fillon Maillet | Francia  | 324   |
| 3    | Johannes Thingnes Bø   | Norvegia | 323   |
| 4    | Tarjei Bø              | Norvegia | 307   |
| 5    | Simon Desthieux        | Francia  | 284   |

#### Inseguimento
| Pos. | Nome                   | Nazione  | Punti |
| ---- | ---------------------- | -------- | ----- |
| 1    | Émilien Jacquelin      | Francia  | 232   |
| 2    | Quentin Fillon Maillet | Francia  | 230   |
| 2    | Martin Fourcade        | Francia  | 230   |
| 4    | Johannes Thingnes Bø   | Norvegia | 217   |
| 5    | Aleksandr Loginov      | Russia   | 197   |

#### Partenza in linea
| Pos. | Nome                   | Nazione  | Punti |
| ---- | ---------------------- | -------- | ----- |
| 1    | Johannes Thingnes Bø   | Norvegia | 228   |
| 2    | Quentin Fillon Maillet | Francia  | 216   |
| 3    | Martin Fourcade        | Francia  | 203   |
| 4    | Johannes Dale          | Norvegia | 189   |
| 5    | Arnd Peiffer           | Germania | 186   |

#### Individuale
| Pos. | Nome                   | Nazione  | Punti |
| ---- | ---------------------- | -------- | ----- |
| 1    | Martin Fourcade        | Francia  | 174   |
| 2    | Johannes Thingnes Bø   | Norvegia | 145   |
| 3    | Quentin Fillon Maillet | Francia  | 120   |
| 4    | Tarjei Bø              | Norvegia | 114   |
| 5    | Fabien Claude          | Francia  | 106   |

#### Staffetta
| Pos. | Nazione  | Punti |
| ---- | -------- | ----- |
| 1    | Norvegia | 348   |
| 2    | Francia  | 302   |
| 3    | Germania | 264   |
| 4    | Russia   | 253   |
| 5    | Ucraina  | 216   |
| 5    | Slovenia | 216   |

#### Nazioni
| Pos. | Nazione  | Punti |
| ---- | -------- | ----- |
| 1    | Norvegia | 8192  |
| 2    | Francia  | 7885  |
| 3    | Germania | 7211  |
| 4    | Russia   | 6896  |
| 5    | Austria  | 5982  |

## Donne

### Risultati
| Data                                 | Località                | Nazione   | Spec. | Primo                                                                                              | Secondo                                                                     | Terzo                                                                    |
| ------------------------------------ | ----------------------- | --------- | ----- | -------------------------------------------------------------------------------------------------- | --------------------------------------------------------------------------- | ------------------------------------------------------------------------ |
| 1 dicembre 2019                      | Östersund               | Svezia    | SP    | Dorothea Wierer                                                                                    | Marte Olsbu Røiseland                                                       | Markéta Davidová                                                         |
| 5 dicembre 2019                      | Östersund               | Svezia    | IN    | Justine Braisaz                                                                                    | Julija Džyma                                                                | Julia Simon                                                              |
| 8 dicembre 2019                      | Östersund               | Svezia    | RL    | Norvegia Karoline Offigstad Knotten Ingrid Landmark Tandrevold Tiril Eckhoff Marte Olsbu Røiseland | Svizzera Elisa Gasparin Selina Gasparin Aita Gasparin Lena Häcki            | Svezia Linn Persson Elvira Öberg Mona Brorsson Hanna Öberg               |
| 13 dicembre 2019                     | Hochfilzen              | Austria   | SP    | Dorothea Wierer                                                                                    | Ingrid Landmark Tandrevold                                                  | Svetlana Mironova                                                        |
| 14 dicembre 2019                     | Hochfilzen              | Austria   | RL    | Norvegia Karoline Offigstad Knotten Ingrid Landmark Tandrevold Tiril Eckhoff Marte Olsbu Røiseland | Russia Kristina Reztsova Larisa Kuklina Svetlana Mironova Ekaterina Jurlova | Svizzera Elisa Gasparin Selina Gasparin Aita Gasparin Lena Häcki         |
| 15 dicembre 2019                     | Hochfilzen              | Austria   | PU    | Tiril Eckhoff                                                                                      | Hanna Öberg                                                                 | Ingrid Landmark Tandrevold                                               |
| 20 dicembre 2019                     | Annecy Le Grand-Bornand | Francia   | SP    | Tiril Eckhoff                                                                                      | Justine Braisaz                                                             | Markéta Davidová                                                         |
| 21 dicembre 2019                     | Annecy Le Grand-Bornand | Francia   | PU    | Tiril Eckhoff                                                                                      | Ingrid Landmark Tandrevold                                                  | Lena Häcki                                                               |
| 22 dicembre 2019                     | Annecy Le Grand-Bornand | Francia   | MS    | Tiril Eckhoff                                                                                      | Dorothea Wierer                                                             | Linn Persson                                                             |
| 9 gennaio 2020                       | Oberhof                 | Germania  | SP    | Marte Olsbu Røiseland                                                                              | Denise Herrmann                                                             | Julia Simon                                                              |
| 11 gennaio 2020                      | Oberhof                 | Germania  | RL    | Norvegia Synnøve Solemdal Ingrid Landmark Tandrevold Marte Olsbu Røiseland Tiril Eckhoff           | Svezia Elvira Öberg Linn Persson Mona Brorsson Hanna Öberg                  | Francia Julia Simon Anaïs Bescond Célia Aymonier Justine Braisaz         |
| 12 gennaio 2020                      | Oberhof                 | Germania  | MS    | Kaisa Mäkäräinen                                                                                   | Tiril Eckhoff                                                               | Marte Olsbu Røiseland                                                    |
| 15 gennaio 2020                      | Ruhpolding              | Germania  | SP    | Tiril Eckhoff                                                                                      | Hanna Öberg                                                                 | Dorothea Wierer                                                          |
| 17 gennaio 2020                      | Ruhpolding              | Germania  | RL    | Norvegia Karoline Offigstad Knotten Ingrid Landmark Tandrevold Tiril Eckhoff Marte Olsbu Røiseland | Francia Julia Simon Anaïs Bescond Célia Aymonier Justine Braisaz            | Svizzera Elisa Gasparin Selina Gasparin Aita Gasparin Lena Häcki         |
| 19 gennaio 2020                      | Ruhpolding              | Germania  | PU    | Tiril Eckhoff                                                                                      | Paulína Fialková                                                            | Hanna Öberg                                                              |
| 24 gennaio 2020                      | Pokljuka                | Slovenia  | IN    | Denise Herrmann                                                                                    | Hanna Öberg                                                                 | Anaïs Bescond                                                            |
| 26 gennaio 2020                      | Pokljuka                | Slovenia  | MS    | Hanna Öberg                                                                                        | Lisa Vittozzi                                                               | Anaïs Bescond                                                            |
| Campionati mondiali di biathlon 2020 |                         |           |       | |                                                                             |                                                                          |
| 14 febbraio 2020                     | Anterselva              | Italia    | SP    | Marte Olsbu Røiseland                                                                              | Susan Dunklee                                                               | Lucie Charvátová                                                         |
| 16 febbraio 2020                     | Anterselva              | Italia    | PU    | Dorothea Wierer                                                                                    | Denise Herrmann                                                             | Marte Olsbu Røiseland                                                    |
| 18 febbraio 2020                     | Anterselva              | Italia    | IN    | Dorothea Wierer                                                                                    | Vanessa Hinz                                                                | Marte Olsbu Røiseland                                                    |
| 22 febbraio 2020                     | Anterselva              | Italia    | RL    | Norvegia Synnøve Solemdal Ingrid Landmark Tandrevold Tiril Eckhoff Marte Olsbu Røiseland           | Germania Karolin Horchler Vanessa Hinz Franziska Preuß Denise Herrmann      | Ucraina Anastasija Merkušina Julija Džyma Vita Semerenko Olena Pidhrušna |
| 23 febbraio 2020                     | Anterselva              | Italia    | MS    | Marte Olsbu Røiseland                                                                              | Dorothea Wierer                                                             | Hanna Öberg                                                              |
| 5 marzo 2020                         | Nové Město na Moravě    | Rep. Ceca | SP    | Denise Herrmann                                                                                    | Anaïs Bescond                                                               | Markéta Davidová                                                         |
| 7 marzo 2020                         | Nové Město na Moravě    | Rep. Ceca | RL    | Norvegia Karoline Offigstad Knotten Ida Lien Ingrid Landmark Tandrevold Tiril Eckhoff              | Francia Julia Simon Justine Braisaz Chloé Chevalier Anaïs Bescond           | Germania Karolin Horchler Vanessa Hinz Franziska Preuß Denise Herrmann   |
| 8 marzo 2020                         | Nové Město na Moravě    | Rep. Ceca | MS    | Tiril Eckhoff                                                                                      | Hanna Öberg                                                                 | Franziska Preuß                                                          |
| 13 marzo 2020                        | Kontiolahti             | Finlandia | SP    | Denise Herrmann                                                                                    | Franziska Preuß                                                             | Tiril Eckhoff                                                            |
| 14 marzo 2020                        | Kontiolahti             | Finlandia | PU    | Julia Simon                                                                                        | Selina Gasparin                                                             | Lisa Vittozzi                                                            |
| 20 marzo 2020                        | Oslo Holmenkollen       | Norvegia  | SP    | annullata                                                                                          | annullata                                                                   | annullata                                                                |
| 21 marzo 2020                        | Oslo Holmenkollen       | Norvegia  | PU    | annullata                                                                                          | annullata                                                                   | annullata                                                                |
| 22 marzo 2020                        | Oslo Holmenkollen       | Norvegia  | MS    | annullata                                                                                          | annullata                                                                   | annullata                                                                |

Legenda:

IN = individuale (15 km)

SP = sprint (7,5 km)

PU = inseguimento (10 km)

MS = partenza in linea (12,5 km)

RL = staffetta (4x6 km)

### Classifiche

#### Generale
| Pos. | Nome                       | Nazione  | Punti |
| ---- | -------------------------- | -------- | ----- |
| 1    | Dorothea Wierer            | Italia   | 793   |
| 2    | Tiril Eckhoff              | Norvegia | 786   |
| 3    | Denise Herrmann            | Germania | 745   |
| 4    | Hanna Öberg                | Svezia   | 741   |
| 5    | Marte Olsbu Røiseland      | Norvegia | 597   |
| 6    | Franziska Preuß            | Germania | 573   |
| 7    | Ingrid Landmark Tandrevold | Norvegia | 554   |
| 8    | Julia Simon                | Francia  | 551   |
| 9    | Justine Braisaz            | Francia  | 547   |
| 10   | Lisa Vittozzi              | Italia   | 528   |

#### Sprint
| Pos. | Nome                  | Nazione  | Punti |
| ---- | --------------------- | -------- | ----- |
| 1    | Denise Herrmann       | Germania | 314   |
| 2    | Dorothea Wierer       | Italia   | 305   |
| 3    | Tiril Eckhoff         | Norvegia | 283   |
| 4    | Marte Olsbu Røiseland | Norvegia | 248   |
| 5    | Hanna Öberg           | Svezia   | 245   |

#### Inseguimento
| Pos. | Nome                       | Nazione  | Punti |
| ---- | -------------------------- | -------- | ----- |
| 1    | Tiril Eckhoff              | Norvegia | 232   |
| 2    | Dorothea Wierer            | Italia   | 186   |
| 3    | Ingrid Landmark Tandrevold | Norvegia | 185   |
| 4    | Hanna Öberg                | Svezia   | 168   |
| 5    | Denise Herrmann            | Germania | 155   |

#### Partenza in linea
| Pos. | Nome             | Nazione   | Punti |
| ---- | ---------------- | --------- | ----- |
| 1    | Dorothea Wierer  | Italia    | 223   |
| 2    | Tiril Eckhoff    | Norvegia  | 210   |
| 3    | Hanna Öberg      | Svezia    | 200   |
| 4    | Kaisa Mäkäräinen | Finlandia | 195   |
| 5    | Anaïs Bescond    | Francia   | 172   |

#### Individuale
| Pos. | Nome            | Nazione  | Punti |
| ---- | --------------- | -------- | ----- |
| 1    | Hanna Öberg     | Svezia   | 128   |
| 2    | Dorothea Wierer | Italia   | 114   |
| 3    | Justine Braisaz | Francia  | 112   |
| 3    | Denise Herrmann | Germania | 112   |
| 5    | Franziska Preuß | Germania | 109   |

#### Staffetta
| Pos. | Nazione  | Punti |
| ---- | -------- | ----- |
| 1    | Norvegia | 360   |
| 2    | Svizzera | 260   |
| 2    | Germania | 260   |
| 4    | Francia  | 257   |
| 5    | Svezia   | 249   |

#### Nazioni
| Pos. | Nazione  | Punti |
| ---- | -------- | ----- |
| 1    | Norvegia | 7470  |
| 2    | Germania | 6759  |
| 3    | Francia  | 6666  |
| 4    | Svezia   | 6566  |
| 5    | Russia   | 6128  |

## Misto

### Risultati
| Data                                 | Località    | Nazione   | Spec. | Primo                                                                       | Secondo                                                                             | Terzo                                                                    |
| ------------------------------------ | ----------- | --------- | ----- | --------------------------------------------------------------------------- | ----------------------------------------------------------------------------------- | ------------------------------------------------------------------------ |
| 30 novembre 2019                     | Östersund   | Svezia    | SMX   | Svezia Hanna Öberg Sebastian Samuelsson                                     | Germania Franziska Preuß Erik Lesser                                                | Norvegia Marte Olsbu Røiseland Vetle Sjåstad Christiansen                |
| 30 novembre 2019                     | Östersund   | Svezia    | MX    | Italia Lisa Vittozzi Dorothea Wierer Lukas Hofer Dominik Windisch           | Norvegia Ingrid Landmark Tandrevold Tiril Eckhoff Tarjei Bø Johannes Thingnes Bø    | Svezia Linn Persson Mona Brorsson Jesper Nelin Martin Ponsiluoma         |
| 25 gennaio 2020                      | Pokljuka    | Slovenia  | SMX   | Francia Anaïs Bescond Émilien Jacquelin                                     | Estonia Regina Oja Rene Zahkna                                                      | Austria Lisa Theresa Hauser Simon Eder                                   |
| 25 gennaio 2020                      | Pokljuka    | Slovenia  | MX    | Francia Quentin Fillon Maillet Simon Desthieux Justine Braisaz Julia Simon  | Norvegia Tarjei Bø Johannes Thingnes Bø Synnøve Solemdal Ingrid Landmark Tandrevold | Germania Philipp Horn Johannes Kühn Janina Hettich Vanessa Hinz          |
| Campionati mondiali di biathlon 2020 |             |           |       |                                                                             |                                                                                     |                                                                          |
| 13 febbraio 2020                     | Anterselva  | Italia    | MX    | Norvegia Marte Olsbu Røiseland Tiril Eckhoff Tarjei Bø Johannes Thingnes Bø | Italia Lisa Vittozzi Dorothea Wierer Lukas Hofer Dominik Windisch                   | Rep. Ceca Eva Puskarčíková Markéta Davidová Ondřej Moravec Michal Krčmář |
| 20 febbraio 2020                     | Anterselva  | Italia    | SMX   | Norvegia Marte Olsbu Røiseland Johannes Thingnes Bø                         | Germania Franziska Preuß Erik Lesser                                                | Francia Anaïs Bescond Émilien Jacquelin                                  |
| 15 marzo 2020                        | Kontiolahti | Finlandia | SMX   | annullata                                                                   | annullata                                                                           | annullata                                                                |
| 15 marzo 2020                        | Kontiolahti | Finlandia | MX    | annullata                                                                   | annullata                                                                           | annullata                                                                |

Legenda:

MX = staffetta mista 2x6 km + 2x7,5 km 

SMX = staffetta mista individuale

### Classifiche
| Pos. | Nazione  | Punti |
| ---- | -------- | ----- |
| 1    | Norvegia | 307   |
| 2    | Francia  | 272   |
| 3    | Germania | 265   |
| 4    | Svezia   | 250   |
| 5    | Italia   | 234   |